# 斑叶蒲公英
斑叶蒲公英（学名：Taraxacum variegatum）为菊科蒲公英属的植物，是中国的特有植物。分布在中国大陆的内蒙古、河北、黑龙江、吉林、辽宁等地，生长于海拔170米至230米的地区，常生长在山地草甸或路旁，目前尚未由人工引种栽培。